# Xi (bogstav)
Denne side handler om det græske bogstav. For den kinesiske politiker, se Xi Jinping.
Xi (Ξ ξ) er det 14. bogstav i det græske alfabet. I det latinske alfabet translittereres det som x eller ks. Udtales som [ks], der dog i danske låneord simplificeres til [s] i forlyd, fx Xerxes [Særkses].

## Computer
I unicode er Ξ U+039E og ξ er U+03BE.
|   | decimal | hex | HTML |
| - | ------- | --- | ---- |
| ξ | 958     | 3BE | &xi; |
| Ξ | 926     | 39E | &Xi; |